# Barbara Jarząb
Barbara Jarząb (ur. 24 kwietnia 1952 w Sosnowcu) - lekarz, profesor nauk medycznych, kierownik Zakładu Medycyny Nuklearnej i Endokrynologii Onkologicznej Centrum Onkologii - Instytutu im. Marii Skłodowskiej-Curie, Oddziału w Gliwicach, członek korespondent Polskiej Akademii Nauk.

## Życiorys
Specjalizuje się w endokrynologii i medycynie nuklearnej. Pracuje na stanowisku profesora w Centrum Onkologii - Instytucie im. Marii Skłodowskiej-Curie (Oddział w Gliwicach), organizowała i kieruje Zakładem Medycyny Nuklearnej i Endokrynologii Onkologicznej, wcześniej kierowała Pracownią Klinicznego Zastosowania Izotopów. Stopień doktora nauk medycznych uzyskała w 1980, tytuł profesora – w 2000. Do 1991 roku była pracownikiem naukowym Śląskiej Akademii Medycznej (obecnie Śląski Uniwersytet Medyczny w Katowicach). Wypromowała 24 doktorów nauk. Od 2007 jest członkiem korespondentem Polskiej Akademii Umiejętności, a od 2013 członkiem korespondentem PAN (od 2003 jest członkiem Komitetu Genetyki Człowieka i Patologii Molekularnej PAN).
Pełni bądź pełniła szereg funkcji organizacyjnych. Jest konsultantem wojewódzkim ds. endokrynologii w województwie śląskim. Od 2004 do 2012 pełniła funkcję wiceprzewodniczącej Rady Naukowej Centrum Onkologii – Instytutu im. Marii Skłodowskiej-Curie. W latach 2009–2010 była członkiem Centralnej Komisji ds. Stopni i Tytułów. W latach 2006–2009 była członkiem Zarządu Głównego European Thyroid Association, a w latach 2008–2013 sekretarzem European Thyroid Association – Cancer Research Network. Jest jednym z założycieli i redaktorów naczelnych czasopisma „Thyroid Research” (od 2008). W kadencji 2009–2014 pełni funkcję sekretarza Zarządu Głównego European Society of Endocrinology. Od 2009 jest przewodniczącą Komisji ds. Zastosowania Promieniowania Jonizującego w Medycynie Państwowej Agencji Atomistyki.
Jest założycielem i od 1995 przewodniczącą Polskiej Grupy ds. Nowotworów Endokrynnych (wcześniej Komitet Referencyjny ds. Epidemiologii, Diagnostyki i Leczenia Raka Tarczycy), jednym z założycieli i od 2007 członkiem zarządu Polskiego Towarzystwa Tyreologicznego. W latach 1996–2004 była członkiem Zarządu Polskiego Towarzystwa Endokrynologicznego, a w latach 1997–2001 członkiem zarządu Polskiego Towarzystwa Medycyny Nuklearnej. Jest członkiem Endocrine Society, Society for Nuclear Medicine, European Association of Nuclear Medicine, European Society for Therapeutic Radiology and Oncology oraz European Society of Neuroendocrinology.
Prowadzi badania naukowe obejmujące zagadnienia związane z funkcjonalną genomiką nowotworów, ze szczególnym uwzględnieniem guzów układu wydzielania wewnętrznego, przede wszystkim raka tarczycy, oraz na tworzeniu nowych algorytmów leczenia tych nowotworów. Prof. Barbara Jarząb koordynowała pierwsze w Polsce wdrożenie technologii mikromacierzy DNA do analizy transkryptomu raka (konsorcjum wielodyscyplinarne). Zastosowanie metod genomicznych do analizy transkryptomu raka brodawkowatego tarczycy (2003) zainicjowało cykl prac dotyczących wykorzystania tej technologii do poszukiwania nowych molekularnych markerów diagnostycznych (m.in. Cancer Res. 2005, J. Clin Endocrinol Metab. 2007, Endocrine Reviews 2007, Endocrine-Related Cancer 2007).

## Odznaczenia i wyróżnienia
Otrzymała wiele nagród i wyróżnień, m.in.: nagrodę zespołową Ministra Zdrowia za cykl prac dotyczących nowych metod leczenia raka tarczycy (1992) oraz nagrodę naukową Wydziału VI Nauk Medycznych PAN im. J. Śniadeckiego (zespołowo) za cykl prac badawczych nad genetyczną predyspozycją do raka rdzeniastego tarczycy (2001).
- Złoty Krzyż Zasługi (2005)
- Krzyż Kawalerski Orderu Odrodzenia Polski (2011)[6]

## Publikacje
Wybrane, ważniejsze opublikowane prace naukowe, m.in. (współautorsko):
- Molecular differential diagnosis of follicular thyroid carcinoma and adenoma based on gene expression profiling by using formalin-fixed paraffin-embedded tissues BMC Med Genomics. 2013; 6:38.
- Cabozantinib in progressive medullary thyroid cancer J Clin Oncol. 2013;31(29):3639-46.
- Genome-wide association study on differentiated thyroid cancer J Clin Endocrinol Metab. 2013;98(10):E1674-81.
- Association between BRAF V600E mutation and mortality in patients with papillary thyroid cancer JAMA. 2013;309(14):1493-501
- SRGAP1 is a candidate gene for papillary thyroid carcinoma susceptibility J Clin Endocrinol Metab. 2013;98(5):E973-80
- Thyroidectomy followed by fosbretabulin (CA4P) combination regimen appears to suggest improvement in patient survival in anaplastic thyroid cancer Surgery. 2012;152(6):1078-87
- A gene expression signature distinguishes normal tissues of sporadic and radiation-induced papillary thyroid carcinomas Br J Cancer. 2012;107(6):994-1000
- Vandetanib in patients with locally advanced or metastatic medullary thyroid cancer: a randomized, double-blind phase III trial J Clin Oncol. 2012;30(2):134-41.
- FIRM-ACT Study Group. N Combination chemotherapy in advanced adrenocortical carcinoma N Engl J Med. 2012;366(23):2189-97
- Pheochromocytoma in rats with multiple endocrine neoplasia (MENX) shares gene expression patterns with human pheochromocytoma Proc Natl Acad Sci U S A. 2010;107(43):18493-8
- Raf(V600E) and thrombospondin-1 promote thyroid cancer progression Proc Natl Acad Sci U S A. 2010;107(23):10649-54.
- Polymorphic mature microRNAs from passenger strand of pre-miR-146a contribute to thyroid cancer Proc Natl Acad Sci USA. 2009;106(5):1502-5
- Motesanib Thyroid Cancer Study Group. Motesanib diphosphate in progressive differentiated thyroid cancer N Engl J Med. 2008;359(1):31-42
- Common SNP in pre-miR-146a decreases mature miR expression and predisposes to papillary thyroid carcinoma Proc Natl Acad Sci U S A. 2008;105(20):7269-74
- A multi-gene approach to differentiate papillary thyroid carcinoma from benign lesions: gene selection using support vector machines with bootstrapping Endocr Relat Cancer. 2007;14(3):809-26
- Total thyroidectomy and adjuvant radioiodine treatment independently decrease locoregional recurrence risk in childhood and adolescent differentiated thyroid cancer J Nucl Med. 2007;48(6):879-88
- Juvenile differentiated thyroid carcinoma and the role of radioiodine in its treatment: a qualitative review Endocr Relat Cancer. 2005;12(4):773-803
- Gene expression profile of papillary thyroid cancer: sources of variability and diagnostic implications Cancer Res. 2005;65(4):1587-97.
- Estimation of risk of inherited medullary thyroid carcinoma in apparent sporadic patients J Clin Oncol. 2001;19(5):1374-80.
- Multivariate analysis of prognostic factors for differentiated thyroid carcinoma in children Eur J Nucl Med. 2000;27(7):833-41.
- Postnatal treatment of rats with the beta 2-adrenergic agonist salbutamol influences the volume of the sexually dimorphic nucleus in the preoptic area Brain Res. 1990;516(2):257-62.
- Neonatal sex reversal of the brain and the urinary excretion of sex dependent proteins (SDP) in the rat Exp Clin Endocrinol. 1987;89(2):129-38.
- Differentiation of the sexually dimorphic nucleus in the preoptic area of the rat brain is inhibited by postnatal treatment with an estrogen antagonist Neuroendocrinology. 1984;38(4):297-301.
- Immunoreactive calcitonin content in foetal thyroid glands and in placentae of rats Acta Endocrinol (Copenh). 1984;105(4):567-70.
- Thyrotropin stimulated colloid droplet formation in the thyroid of hypophysectomised mice after calcitonin administration Endokrinologie. 1980;75(2):240-2.
- The influence of stress on serum thyrotropin level in rats treated with atropine and physostigmine Endokrynol Pol. 1979;30(4):377-81.